# ژان-پل تونی الیسه
ژان-پل تونی الیسه (فرانسوی: Jean-Paul Tony Helissey‎؛ زادهٔ ۲۸ مارس ۱۹۹۰) شمشیرباز اهل فرانسه است.